# 德斯蒙德·德克尔
德斯蒙德·德克尔（英语: Desmond Dekker；1941年7月16日—2006年5月25日）是牙买加作曲家、歌手，是斯卡音樂、慢拍摇滚以及雷鬼音乐（Reggae）的先驱之一。他的成就在1960年代至1970年代达到高峰，不仅在牙买加本地，而且在欧美各国也有显著的影响力。他与他的伴奏乐队Aces（由 Wilson James 和 Easton Barrington Howard 组成）一起创作了最早的国际雷鬼热门歌曲之一《Israelites》（1968 年）。其他热门歌曲包括《傅满洲 (Fu Man Chu)》（1967年）、《007 (Shanty Town)》（1967 年）、《It Mek》（1969年）和《You Can Get It If You Really Want》（1970年） 。